# Cyril Poidatz
 (juin 2025).
 (juin 2025).
Pour les articles homonymes, voir Poidatz.
Cyril Poidatz est un dirigeant d'entreprise français né le 8 mai 1961 à Neuilly-sur-Seine. Il est président du groupe Iliad, entreprise française de télécommunications depuis 2004, maison mère du fournisseur d'accès internet et opérateur de téléphonie mobile Free, fondée par Xavier Niel.

## Biographie
Diplômé d'une grande école supérieure de commerce régionale, NEOMA Business School, Cyril Poidatz s'oriente vers l'expertise financière et entre chez Coopers & Lybrand, comme auditeur en 1985. Il rejoint Cap Gemini, société de conseil en technologie en 1988, comme auditeur interne. Il se déplace principalement en Europe et aux États-Unis et traite des dossiers d'acquisition. Il est nommé au poste de « Chief Financial Officer » à Rome, durant sept années. Lors d'un entretien en tête à tête en 1998, Xavier Niel le convainc de rejoindre son entreprise. Principalement chargé de la délicate introduction en Bourse du groupe Iliad, il souhaite rester « en retrait » par rapport aux autres dirigeants de l'entreprise. Il avoue être passionné de voyages, de golf et d'opéra. Il est adhérent à l'association « Action de femme » dont l'ambition consiste à promouvoir la présence féminine dans les hauts lieux de décision et des conseils d'administration, aux côtés d'autres dirigeants comme François Pinault ou Michel Pebereau.